# Oropallene minor
Oropallene minor är en havsspindelart som beskrevs av Clark, W.C. 1963. Oropallene minor ingår i släktet Oropallene och familjen Callipallenidae. Inga underarter finns listade i Catalogue of Life.